# CN Tower
A CN Towert (angolul, teljes nevén Canadian National Tower) 1973 és 1976 között építették a kanadai Torontóban, az ottani ipar erejének demonstrálása végett. Építése idején a világ legmagasabb szabadon álló tornya volt a maga 553,3 méteres magasságával, amely címet 2007-ig meg is tartotta. A tornyot 1537 munkás heti öt napban, napi 24 órában építette meg 40 hónap alatt.

## A torony feladata, bemutatása
A torony távközlési célokat is szolgál, ennek érdekében 338 és 553,3 méteren antennákat helyeztek el.
A toronyban 4 kilátószint látogatható. 342 m-en a Glass Floor (magyarul Üvegpadló) és az Outdoor Observation Deck (Külső kilátó/megfigyelőterasz). Utóbbin megtapasztalhatjuk az időjárást ebben a magasságban, míg az előbbiben bátorságunkat tehetjük próbára a 6 cm vastag, kb. 100×130 cm-es üveglapokon lépkedve. 342 méterrel a föld fölött lehet sétálni vagy kúszni, vérmérséklettől függően. Bátran ki lehet próbálni, réteges, edzett üveg, amelyet rendszeresen teherpróbának vetnek alá és évente cserélnek.
346 m-en található a Horizons Café alkalmi étkezésekre és az 'Indoor Observation Deck' ('Look Out' szint), ahová 58 másodperc alatt visz fel a lift.
351 m-es magasságban helyezték el a gömb alakú, forgó éttermet. Az itt étkező vendégekkel a padló 72 perc alatt körbefordul, hogy zavartalanul élvezhessék az alant elterülő város és az Ontario-tó látványát. Az étteremben közel 500-féle kitűnő bor között válogathatunk. Szintén itt találhatjuk az 'Art Gallery of Onto'-t, ahol emléket vásárolhatunk.
A 447 méteres magasságban lévő 'Sky Pod'-ba külön lift visz fel, külön jegy ellenében. Innen látható a várost körülvevő régió, tiszta időben a látótávolság 160 km is lehet (a Niagara-vízesést is láthatjuk).

## Műszaki jellemzői
A torony 6 db üvegfalú gyorslifttel van felszerelve, a kabinok 22 km/h sebességre gyorsulnak fel.
Évente 2 millió turista látogatja meg Toronto jelképének is számító tornyot.

## Fordítás
- Ez a szócikk részben vagy egészben  a   CN Tower című angol Wikipédia-szócikk ezen változatának fordításán alapul.  Az eredeti cikk szerkesztőit annak laptörténete sorolja fel. Ez a jelzés csupán a megfogalmazás eredetét és a szerzői jogokat jelzi, nem szolgál a cikkben szereplő információk forrásmegjelöléseként.